# Třída NGOPV
Next-Generation Offshore Patrol Vessel (NGOPV) je perspektivní třída oceánských hlídkových lodí indického námořnictva. Mezi jejich úkoly patří pobřežní obrana, protipirátské mise, nebo mise SAR. Celkem bylo objednáno jedenáct jednotek této třídy. Přijetí prototypu do služby je plánováno na rok 2026.

## Pozadí vzniku
Dne 30. března 2023 indické ministerstvo obrany objednalo jedenáct hlídkových lodí této třídy. Sedm jednotek bylo objednáno u indických loděnic Goa Shipyard Limited (GSL) a další čtyři u loděnice Garden Reach Shipbuilders & Engineers (GRSE). Dodání prvních plavidel bylo plánováno na rok 2026.
Kýl prototypového plavidla od loděnice GSL byl založen 3. května 2024. Kýly druhé a třetí jednotky byly v loděnici GSL založeny 23. března 2025.
Loděnice GRSE založila kýly prvních dvou plavidel 5. listopadu 2024.
Jednotky třídy NGOPV:
| Jméno | Loděnice | Založení kýlu     | Spuštěna | Vstup do služby | Status    |
| ----- | -------- | ----------------- | -------- | --------------- | --------- |
|       | GSL      | 3. května 2024    |          | 2026 (plán)     | ve stavbě |
|       | GSL      | 23. března 2025   |          |                 | ve stavbě |
|       | GSL      | 23. března 2025   |          |                 | ve stavbě |
|       | GSL      | 9. června 2025    |          |                 | ve stavbě |
|       | GSL      |                   |          |                 | objednána |
|       | GSL      |                   |          |                 | objednána |
|       | GSL      |                   |          |                 | objednána |
|       | GRSE     | 5. listopadu 2024 |          |                 | ve stavbě |
|       | GRSE     | 5. listopadu 2024 |          |                 | ve stavbě |
|       | GRSE     | 11. dubna 2025    |          |                 | ve stavbě |
|       | GRSE     | 24. dubna 2025    |          |                 | ve stavbě |

## Konstrukce
Součástí výzbroje je 76mm kanón Super Rapide a dva 30mm kanóny AK-630. Na zádi se nachází přistávací plocha pro vrtulník a drony. Pohonný systém tvoří dva diesely a dva lodní šrouby se stavitelnými lopatkami. Nejvyšší rychlost dosahuje 23 uzlů. Dosah je 8500 námořních mil při rychlosti čtrnáct uzlů. Na moři mohou operovat až šedesát dnů.